# Belagerung von Wil
Etzel · Pfäffikon · Grüningen I · Freienbach · Blickensdorf · Hirzel · Bremgarten · Regensberg · Grüningen II · St. Jakob an der Sihl · Greifensee · St. Jakob an der Birs · Erlenbach I · Koblach · Sargans · Wil · Kirchberg · Wolfhalden · Obertoggenburg · Wigoltingen · Erlenbach II · Männedorf · Wollerau · Ragaz
Die Belagerung von Wil war ein militärischer Konflikt, der am 20. Mai 1445 im Verlaufe des Alten Zürichkriegs im heutigen Kanton St. Gallen ausgetragen wurde. Die Gegner waren auf der einen Seite Truppen der Stadt Wil und der eidgenössischen Orte, auf der anderen Seite Truppen Zürichs und der Habsburger.

## Vorgeschichte
Wil war seit 1226 unter der Herrschaft der Fürstabtei St. Gallen – unterbrochen nur von einer Episode, als die aufständischen Appenzeller 1407 die Stadt während der Appenzellerkriege für kurze Zeit übernahmen. Am 3. November 1440 erklärte die Stadt Wil zusammen mit Petermann von Raron, ab 1437 Herr des benachbarten Toggenburgs, Zürich und der Herrschaft Österreich den Krieg und nahm an dessen Feldzug gegen die Grafschaft Kyburg teil. Nachdem auch die gesamte Zürcher Landschaft von den Eidgenossen verheert wurde, war Zürich gezwungen, dem am 1. Dezember 1440 verbrieften Kilchberger Frieden zuzustimmen. Nach dem erneuten Kriegsausbruch im Mai 1443 beteiligten sich Söldner von Wil auf eidgenössischer Seite an Kriegszügen gegen Zürich; dabei taten sich 1444 die sogenannten Wiler Böcke hervor. Seit den Kriegseintritten von Appenzell am 30. April 1444 sowie des Grafen Heinrich II. von Werdenberg-Sargans († ca. 1447) und des Feldkircher Vogts Wolfhart V. von Brandis am 30. November 1444 auf der Gegenseite war insbesondere das Kriegsjahr 1445 geprägt von Plünderungs- und Schädigungszügen beider Seiten, bei denen Wil mehrmals in den Fokus geriet.
An einem am 28. Januar 1445 von österreichischer Seite unternommenen Kriegszug unter dem Kommando von Hans von Rechberg gegen Wil nahm die Stadt an einem Rachefeldzug der Eidgenossen gegen Vorarlberger Gebiet teil, der sich gegen die Österreicher und insbesondere auch die Werdenberger und Brandiser richtete. Nach dem Gefecht bei Koblach wurde in der ersten Februarhälfte Sargans belagert.

## Die Belagerung

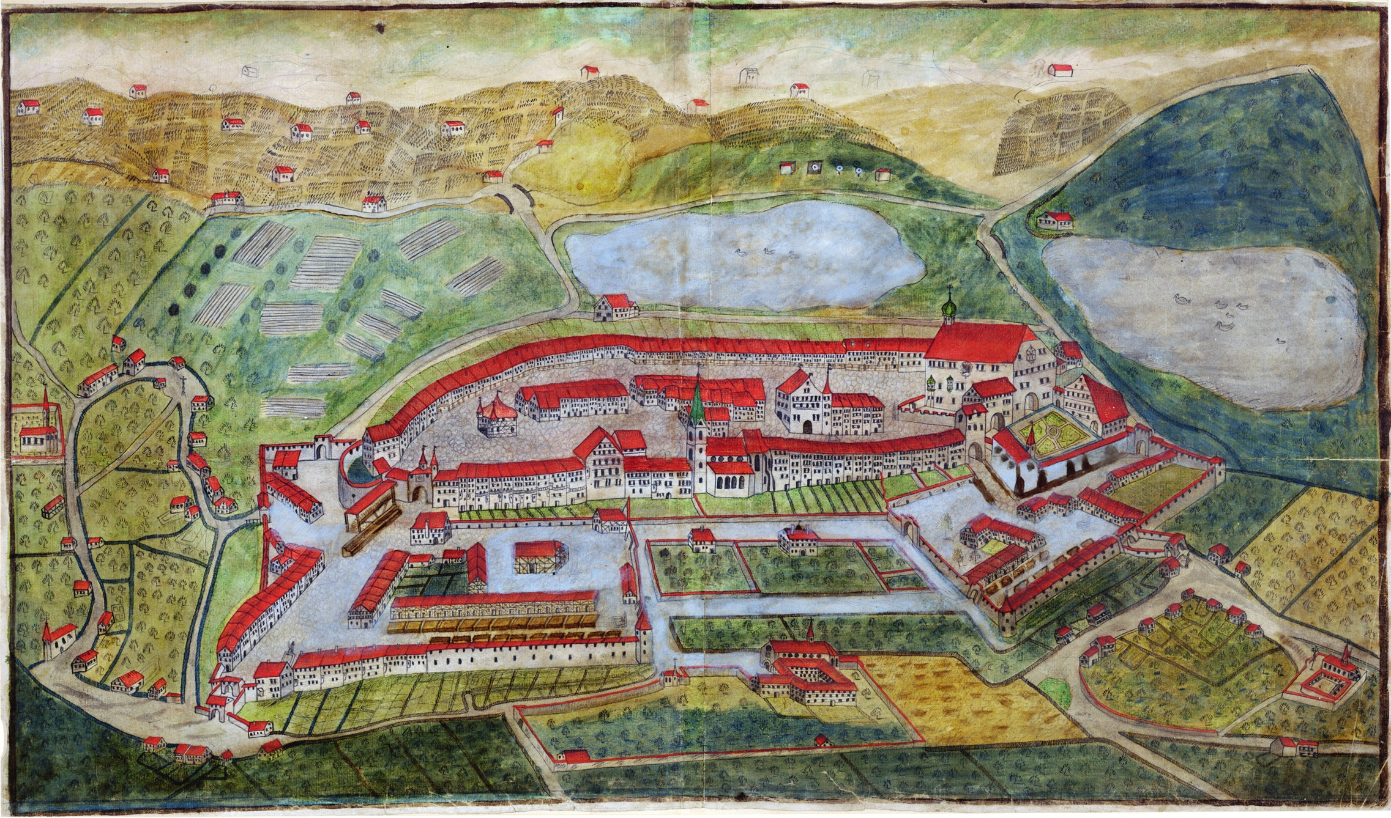
Die belagerte Stadt Wil zwischen 1657 und 1694

Am 12. Mai 1445 erschien die zürcherisch-habsburgische Koalition vor Wil, wobei die Stadt mit Feuerpfeilen und Feuerkugeln von Süden her beschossen wurde; dabei wurde die Obere Vorstadt in Brand gesteckt. Von einer Belagerung wurde zu dem Zeitpunkt abgesehen, das feindliche Aufgebot zog sich wieder zurück.
Bereits acht Tage später 20. Mai, am Mittwoch nach Pfingsten, legte sich Hans von Rechberg mit den Zürchern und der österreichischen Besatzung Zürichs, den Grafen Rudolf von Lützelstein und Rudolf von Helfenstein in der Stärke von angeblich mehreren Tausend Mann gegen Mitternacht erneut vor Wil. Der Rechberger liess vom Scheibenberg und von St. Peter her die Stadt vier Stunden lang bis gegen Tagesanbruch beschiessen. Dabei wurden von zwei Seiten Leitern angelegt und die Stadt fortwährend bestürmt. Die Wiler Besatzung wehrte sich entschlossen; die Krieger, die die Leitern erstiegen und die Verteidiger zu überwinden suchten, wurden mitsamt den Leitern zurück in den Stadtgraben geworfen.
«Während die Männer auf den Mauern und bei den Geschossen standen, die Sturmglocken heulten, gingen die Weiber und Kinder in die Kirche, flehten mit Tränen in den Augen und ausgestreckten Armen zu Gott und der Mutter Maria und dem lieben treuen Hausherren Gallus, dem Wyl angehörte, und riefen um Barmherzigkeit und Hilfe für Wyl in seiner grössten Not.»
Morgens am Donnerstag, 21. Mai, als die Verteidiger mit einem Sturmangriff rechneten, gab der Rechberger den Befehl zum Abbruch der Belagerung und das Heer zog sich – zur völligen Überraschung der Wiler – in Richtung Westen zurück, wobei etliches Kriegsgerät zurückgelassen wurde. Die Gründe für den plötzlichen Abzug sind unklar. Einerseits könnte der missglückte nächtliche Überfall, die starke Gegenwehr der Wiler Besatzung und die daraus resultierenden beträchtlichen Verluste ausschlaggebend gewesen sein. Andererseits dürfte Hans von Rechberg auch einen gegnerischen Entsatzversuch und eine dadurch drohende Einkesselung gefürchtet haben. In der ganzen Umgebung wurden die Sturmglocken geläutet, so dass angenommen werden musste, dass die mit Wil verbündeten, inzwischen mobilisierten Toggenburger bald eintreffen würden. Auch gab es Gerüchte, dass Schwyz und Glarus mit einem eigenen Aufgebot bereits im Anrücken waren, um die Stadt zu entsetzen.
Offenbar fügten die Truppen Petermanns von Raron dem Gegner bei seinem Abzug noch einige Verluste zu. Während die Wiler keine Toten zu beklagen hatten, hatten die Gegner 78 bis etwa 100 Gefallene und bis zu 200 Verwundeten zu beklagen.
Zum Dank für die glückliche Errettung wird in Wil noch alljährlich am Pfingstmontag eine Votivprozession abgehalten.

## Folgen
Am 11. Juni 1445 erfolgten zwei grössere Vorstösse der österreichischen Seite gegen Appenzell und Toggenburg, die im Gefecht bei Kirchberg und der Schlacht bei Wolfhalden von diesen abgewehrt wurden. Die Stadt Wil nahm am 5. September an einem eidgenössischen Feldzug in den Thurgau und dem dortigen Gefecht bei Wigoltingen teil. Bis zum Kriegsende fanden in der Umgebung des Fürstenlands keine grössere Aktionen mehr statt. Die Appenzeller zerstörten Ende Dezember 1445 ihrerseits das Städtchen Rheineck sowie die Vogtei Rheintal und schoben damit die eidgenössisch-österreichische Grenze de facto bis an den Rhein vor. Der Waffenstillstand vom 12. Juni 1446 beendete die Kampfhandlungen und damit den Alten Zürichkrieg de facto, obschon die Friedensverhandlungen noch weitere vier Jahre andauerten.
Der Fürstabt von St. Gallen schloss 1451 mit den vier Orten Schwyz, Glarus, Zürich und Luzern ein ewiges Burg- und Landrecht und wurde damit zu einem Zugewandten Ort. Die Stadt Wil wurde verpflichtet, im Konfliktfall ihren Anteil an der fürstäbtischen Mannschaft zu stellen. 1463 wurde die Hochgerichtsbarkeit über Wil von Kaiser Friedrich III. der Fürstabtei St. Gallen übertragen, die vom Reichsvogt ausgeübt wurde. Die Niedergerichtsbarkeit war zwischen der Fürstabtei und der Stadt aufgeteilt.
1712 wurde Wil im Rahmen des Zweiten Villmergerkriegs erneut belagert und zur Kapitulation gezwungen.